# Ключ 137
Ключ 137 (трад. и упр. 舟) — ключ Канси со значением «лодка»; один из 29, состоящих из шести штрихов.
В словаре Канси есть 197 символов (из 49 030), которые можно найти c этим радикалом.

## История
Древняя идеограмма изображала специфические особенности конструкции древнекитайских лодок, не имевших заостренной носовой части и по форме напоминавших катамаран.
Современный иероглиф означает: «лодка, джонка, судно, корабль», «блюдце, подставка для винных сосудов (в форме лодки)».
Это сильный ключевой знак.

Вид в Цзиньвэнь
Вид в Цзягувэнь
Вид в большой печати Чжуаньшу
Вид в малой печати Чжуаньшу

В словарях находится под номером 137.

## Примеры иероглифов
| Доп. штрихи | Иероглифы                              |
| ----------- | -------------------------------------- |
| 0           | 舟                                     |
| 2           | 舠                                     |
| 3           | 舡 舢 舣 舤                            |
| 4           | 舥 舦 舧 舨 舩 航 舫 般 舭 舮 舯 舰 舱 |
| 5           | 舲 舳 舴 舵 舶 舷 舸 船 舺 舻          |
| 6           | 舼 舽 舾 舿                            |
| 7           | 艀 艁 艂 艃 艄 艅 艆 艇 艈 艉          |
| 8           | 艊 艋 艌 艍                            |
| 9           | 艎 艏 艐 艑 艒 艓 艔                   |
| 10          | 艕 艖 艗 艘 艙                         |
| 11          | 艚 艛 艜 艝                            |
| 12          | 艞 艟 艠                               |
| 13          | 艡 艢 艣 艤 艥                         |
| 14          | 艦 艧 艨 艩                            |
| 15          | 艪                                     |
| 16          | 艫                                     |
| 17          | 艬                                     |
| 18          | 艭                                     |

- Примечание: Ваш браузер может отображать иероглифы неправильно.